# Moscavide
Moscavide ist eine Gemeinde (Freguesia) im Kreis (Concelho) von Loures und grenzt direkt an die portugiesische Hauptstadt Lissabon. In der 1,02 km² großen Gemeinde wohnen 14.272 Einwohner (Stand 30. Juni 2011). 

## Geschichte

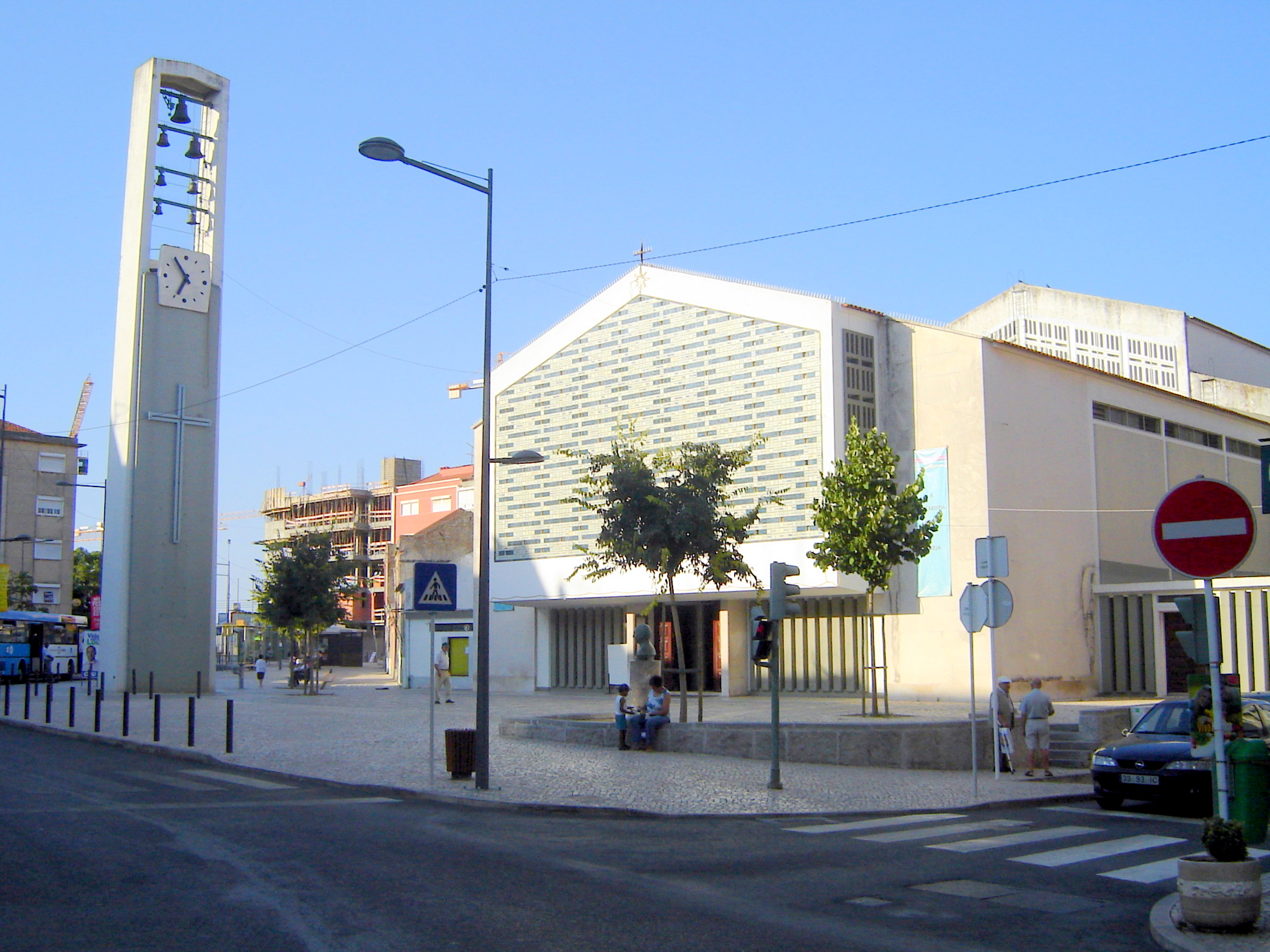
Die Hauptkirche von Moscavide

Moscavide ist eine relativ junge Freguesia. Sie wurde am 23. März 1928 durch das Decreto n° 15 222 aus Teilen der Freguesias Santa Maria dos Olivais und Sacavém gegründet und verblieb im Kreis Loures. Sie umfasste die Dorfschaften Encarnação, Marcos und Beirolas. In den vierziger Jahren gab die Gemeinde jedoch ihren östlichen Teil, Beirolas, wiederum an Lissabon, genauer an die Stadtgemeinde Olivais, ab. Der Name „Moscavide“ stammt wahrscheinlich vom arabischen Wort maskabat ab, das etwa Aussaat bedeutet; ein Hinweis dafür, dass bereits vor Jahrhunderten im Bereich Moscavides Menschen gelebt haben müssen. 
Durch die steigenden Wohnpreise in der Hauptstadt und den Ausbau der tangierenden Eisenbahnlinie Linha do Norte nahm die Bevölkerungszahl in den darauffolgenden Jahrzehnten stark zu. Zwischenzeitlich besaß die Gemeinde die höchste Bevölkerungsdichte des gesamten Kreises Loures. Mit dem Decreto n° 45 637 vom 3. April 1964 wurde die Gemeinde Moscavide zur Kleinstadt (Vila) erhoben.
Im Süden der Freguesia, in einem Gebiet, das auch die Freguesias von Santa Maria dos Olivais und Sacavém umfasst, entstand Mitte der neunziger Jahre das Ausstellungsgelände der Expo 98. Auch nach der Weltausstellung, nun umbenannt in Parque das Nações, entwickelt sich das Gebiet zunehmend zu einem Anziehungspunkt in der portugiesischen Hauptstadt. Die Einwohner des Parque das Nações kämpfen daher seit einiger Zeit für die Gründung einer eigenen Freguesia mit dem Namen Oriente, um Verwaltungsgänge innerhalb des Gebietes zwischen den drei Freguesias zu minimieren beziehungsweise eine eigene Verwaltung aufbauen zu können. Die Gemeindeverwaltung von Moscavide stellt sich bisher dem Projekt entgegen, da ihrer Meinung nach essentielle Bestandteile des Gebietes von Moscavide betroffen sein würden, zudem befürchtet sie Steuerausfälle.

## Söhne und Töchter der Stadt
- Júlio Pereira (* 1953), Musiker und Komponist